# لانس ترافيس
لانس ترافيس (بالإنجليزية: Lance Travis)‏ هو متزلج فني أمريكي، ولد في 21 يونيو 1969.